# Camilla (Eneide)
Camilla è un personaggio dell'Eneide di Virgilio. È una giovane donna guerriera, regina dei Volsci e figlia di Casmilla e di Metabo, tiranno di Privernum.
La sua vicenda è narrata nel libro XI del capolavoro di Virgilio, sebbene il personaggio venga introdotto già nel libro VII.

## Mito

### Le origini
Quando il tiranno della città dei Volsci Privernum Metabo viene cacciato dalla sua città a causa del suo duro governo, egli porta via con sé la figlia Camilla ancora in fasce; della sua sposa, indicata come Casmilla, oltre al nome non si sa nulla, il che fa pensare che sia morta nel dare la figlia alla luce. Durante la fuga, inseguito da bande di concittadini, Metabo giunge sulla riva del fiume Amaseno che per le piogge abbondanti si era gonfiato al punto da non poter essere guadato.
Metabo avvolge la piccola in una corteccia d'albero, la consacra a Diana, la lega alla sua lancia e la scaglia verso la riva opposta del fiume, dove la lancia si conficca a terra. Incalzato dai suoi avversari, si tuffa in acqua e attraversa il fiume a nuoto. Camilla arriva sull'altra sponda del fiume sana e salva, quindi il padre l'alleverà come vergine consacrata al culto della dea della caccia (proprio da questa consacrazione le sarebbe derivato il nome Camilla).

### Infanzia e giovinezza
La fama di tiranno conduce i popoli vicini a non accogliere Metabo, per cui Camilla cresce con il padre nei boschi, tra animali selvaggi e pastori, nutrita di latte di cavalle selvagge. Appena comincia a muovere i primi passi, Metabo le dona arco e frecce e le insegna ad usarli. Camilla non indossa vestiti femminili, ma corti abiti e una pelle di tigre (abbigliamento simile a quello tipico delle Amazzoni).
La ragazza impara quindi ad usare anche il giavellotto e la fionda, e sviluppa inoltre un fisico vigoroso e perfetto: ella è così veloce da superare il vento, ma al tempo stesso diventa una giovane donna di grande bellezza.

### Regina dei Volsci
La sua fama si diffonde, e i Volsci, affascinati, le chiedono di diventare la loro regina: Camilla accetta e torna così a regnare nella sua città senza colpo ferire.
Camilla sembra provare interesse solo per le armi, come la dea Diana, alla quale il padre l'aveva affidata quando era ancora bambina: non sa filare e non conosce i lavori femminili, in compenso è abituata a sopportare fin da ragazza i duri scontri. La ammirano le madri e tutta la gioventù riversata dalle case e dai campi mentre avanza in corteo alla testa della sua schiera per scendere in guerra contro i troiani: un regale mantello le vela le spalle, un diadema d'oro le orna la chioma bruna, porta con disinvoltura la faretra licia e, come pastorale, un'asta di mirto, sormontata da una punta.
Turno, ammirando il coraggio di Camilla, decide che la sua alleata affronti la pericolosa cavalleria tirrenica, riservando a sé stesso l'unico compito più arduo: contrastare e battere Enea.

### Lo scontro con i Troiani

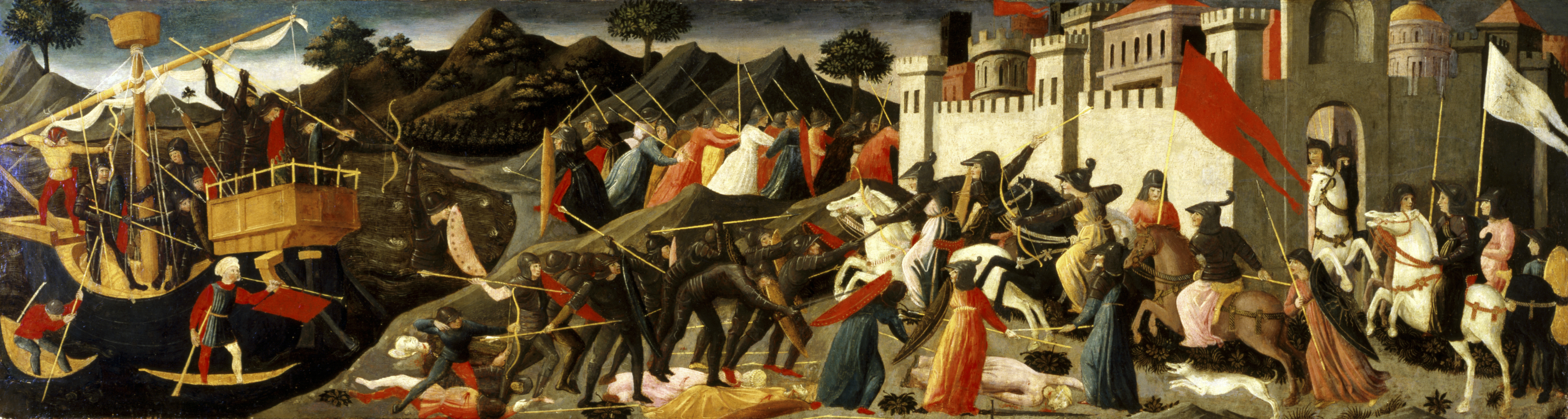
Domenico di Michelino, Battaglia tra Camilla ed Enea, dipinto conservato all'Indianapolis Museum of Art

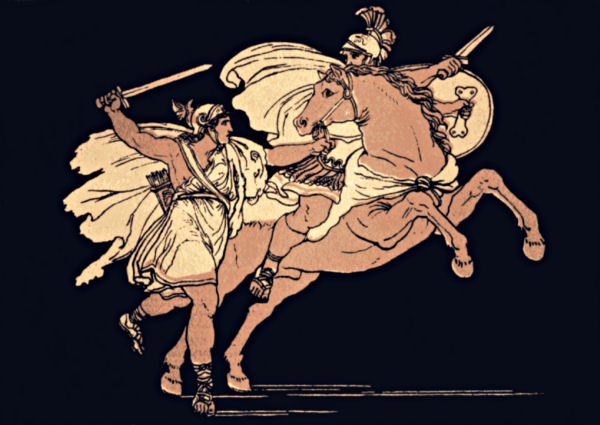
Bartolomeo Pinelli, Camilla e il figlio di Auno

Quando Enea giunge nel Lazio per scontrarsi con i Rutuli, Camilla soccorre Turno alla testa della cavalleria dei Volsci e di uno stuolo di fanti. La sua figura incute spavento e la sua baldanza è senza pari. Camilla guida una schiera di cavalieri volsci e un'armata di fanti con armature di bronzo. Al suo seguito ha anche un gruppo di donne guerriere (le Italides), tra cui la fedele Acca.
In battaglia gli atti di valore di Camilla sono inimmaginabili: fa strage di nemici, si lancia in ogni mischia, insegue e colpisce a morte ogni avversario che vede, affronta ogni pericolo, il tutto senza mai venir presa dal timore. Solo non si accorge del giovane etrusco Arunte che la segue nella battaglia per cercare di sorprenderla. Camilla crea lo scompiglio nei pur forti Etruschi e mette in fuga le schiere nemiche, al punto che deve intervenire il re Tarconte per fermare i suoi ormai in rotta.

### La morte

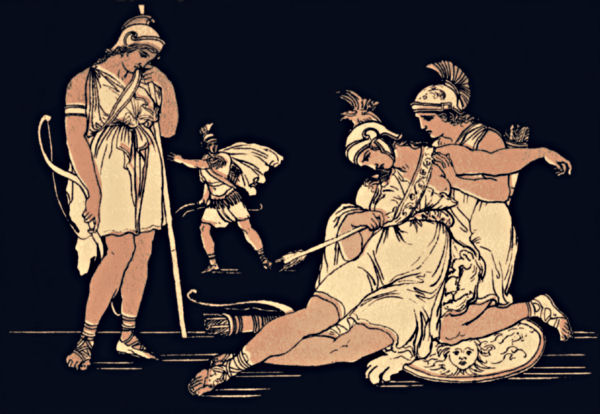
Bartolomeo Pinelli, Morte di Camilla

Arunte coglie l'occasione: l'eroina, avida di ricca preda e colpita da femmineo desiderio (citando le parole di Virgilio), scorge il frigio Cloreo, che in patria era sacerdote di Cibele; questi sfoggia una panoplia abbagliante di oro e porpora, coperto da una clamide color del croco mentre scaglia frecce dalle retrovie col suo arco cretese. Camilla si mette al suo inseguimento e dimentica tutto il resto.
Il giovane etrusco, non visto, le scaglia contro una freccia che Apollo guida e che la ferisce a morte, trafiggendola al seno: così Camilla cade da cavallo. Accorrono le sue compagne in aiuto: qui Camilla si strappa la freccia con tutte le forze rimaste, ma la punta resta incastrata tra le costole. La guerriera si sente venir meno, cade e affida ad Acca, la sua compagna più fedele, un ultimo messaggio per informare Turno della sconfitta. 
(Virgilio, Eneide, Canto XI)
Alla morte di Camilla, Arunte timoroso cerca di fuggire, ma sarà ucciso da una freccia di Opi, ninfa del seguito di Diana, per volere della dea stessa.
La morte della vergine Camilla rappresenta uno dei momenti di maggiore pathos dell'intero poema, nonché il preludio della sconfitta dei Rutuli e di tutti i loro alleati, nemici dei Troiani.
Con lo stesso verso che chiude la scena della morte di lei "e con un gemito fugge sdegnosa la vita fra le ombre" è descritta anche la fine di Turno, verso che chiude l'intero poema.

## Analisi
Gli studiosi sono incerti se Camilla sia un personaggio interamente frutto della fantasia poetica di Virgilio, o se il poeta si sia basato su miti pre-esistenti. Appare comunque agevole individuare un'influenza dalla mitologia greca: con il suo personaggio, Virgilio voleva richiamarsi sicuramente alle Amazzoni (anche la scelta del fiume Amaseno potrebbe essere dovuta alla volontà di creare una sorta di allusione). Un altro personaggio simile è Arpalice.
Per quanto riguarda l'evenienza che il poeta si sia ispirato anche a tradizioni italiche su una figura, storica o semi-storica, affine a Camilla, non è da dimenticare che, nelle Origines Catone il Censore, si trattava del predominio etrusco sui Volsci, e si parlava anche di Metabo di Priverno.
Può darsi che, con l'eroina Camilla, Virgilio intendesse celerare indirettamente la antica Gens Camilia e i Camilli, i giovinetti consacrati che assistevano i sacerdoti nei sacrifici.

## Nella cultura successiva
Oltre che nell'Eneide, Camilla appare in numerose altre opere letterarie, specialmente risalenti al Medioevo.
Dante cita Camilla due volte:
- Nel canto I, v.107 dell'Inferno, la fa menzionare da Virgilio,[5] insieme ad altri personaggi del poema, nello specifico Eurialo e Niso con Turno: nel suo secondo e celebre monologo, dove lo stesso Virgilio spiega a Dante il percorso che dovrà seguire;[6]
- Inoltre Camilla appare nell'opera in persona accanto alla regina delle Amazzoni Pentesilea nel canto IV, v. 124, nel Limbo, nel nobile castello degli Spiriti Magni.[7]

Camilla può essere considerata a tutti gli effetti un personaggio famoso, poiché cantato da poeti e scrittori in diverse epoche storiche; infatti, oltre ai già citati Virgilio e Dante, ha ispirato altri grandi autori della letteratura italiana, come:
- Francesco Petrarca con la sua lettera al cardinale Giovanni Colonna;[8]
- Giovanni Boccaccio, che include Camilla nel suo libro De mulieribus claris;
- Torquato Tasso, che si ispira a lei per creare un'altra donna guerriera, ruolo ancora più raro da trovare nella letteratura cavalleresca: la celebre figura di Clorinda, nel suo capolavoro Gerusalemme liberata.

Come personaggio viene inserita anche in poemi a narrazione storica e perciò molto vicini al cosiddetto vero storico.